# Anochetus pattersoni
Anochetus pattersoni es una especie de hormiga carnívora del género Anochetus, categorizada en la tribu Ponerini, de la subfamilia Ponerinae. Fue descrita por Fisher en 2008.

## Distribución
Se distribuye por África: Seychelles.

## Hábitat
Habita en matorrales costeros, vegetación exótica y debajo de troncos podridos. Se ha encontrado a elevaciones de 2 hasta 5 m s. n. m.